# جيلا مايكل تيكلي مريم
جيلا مايكل تيكلي مريم حارس مرمى إثيوبي وإريتري سابق من الخمسينيات والستينيات .

## سيرته الذاتية
حارس مرمى، هو لاعب إثيوبي دولي وشارك في النسخ الأربع الأولى من كأس الأمم الإفريقية : في عام 1957 وصل إلى النهائيات ; في عام 1959 حصل على المركز الثالث ; وفي عام 1962 فاز بالبطولة ; وفي عام 1963 احتل المركز الرابع في المسابقة.
لعب للنادي في عدوليس، إريتريا ، ثم تحت السيطرة الإثيوبية.

## الإنجازات
- كأس الأمم الإفريقية
  - البطل في عام 1962
  - الوصيف في عام 1957
  - المركز الثالث عام 1959